# سامانه کنترل توزیع‌شده
سامانه کنترل توزیع‌شده یا سامانه کنترل پراکنده یا دی‌سی‌اس (به انگلیسی: Distributed control system - DCS) برای کنترل فرایندهای صنعتی مانند نیروگاه‌های تولید برق، پالایشگاه‌های نفت و گاز، تصفیه آب و فاضلاب، صنایع شیمیایی، غذایی و خودروسازی مورد استفاده قرار می‌گیرند.
دی‌سی‌اس‌ها بیش‌تر به شکل یک ساختار کنترلی چندلایه، از سطوح سرپرستی و مدیریت تا سطوح زیرین برای کنترل جزئیات محلی پروسه ساخته شده‌اند. محصول و پروسه کنترلی معمولاً توسط بکارگیری حلقه‌های پسخورد یا پیشخورد در نقطهٔ دلخواه به صورت خودکار قرار می‌گیرند. برای دستیابی به تولرانس مورد نظر برای محصول یا پروسه از کنترل‌گرهای برنامه‌پذیر ویژه‌ای بهره گرفته می‌شود.
در سیستم‌های DCS از کامپیوتر به عنوان مانیتورینگ و برنامه‌نویسی مجدد سیستم استفاده می‌شود و عمل پردازش به عهده کنترلر هاست و این امر باعث می‌شود که اگر یکی از کنترلرها بسوزد تمام کنترل روی سیستم را از دست ندهیم.

## ساختار
ویژگی کلیدی یک (Dcs) قابلیت اطمینان آن به دلیل توزیع پردازش کنترل در اطراف گره‌ها در سیستم است.این خرابی یک پردازنده را کاهش می‌دهد. اگر پردازنده از کار بیافتد،تنها بر یک بخش از فرآیند کارخانه تاثیر می‌گذارد، در مقابل خرابی یک رایانه مرکزی که کل فرآیند را تحت تاثیر قرار می‌دهد.این توزیع توان محاسباتی محلی به قفسه‌‌های ورودی/خروجی (I/O) میدان نیز با حذف تاخیرهای احتمالی شبکه و پردازش مرکزی، زمان‌های پردازش سریع کنترلر را تضمین می‌کند. نمودار همراه یک مدل کلی است که سطوح تولید عملکردی را با استفاده از کنترل کامپیوتری نشان می‌دهد. 
با مراجعه به نمودار;
- سطح 0 شامل دستگاه‌های میدانی مانند سنسورهای جریان و دما و عناصر کنترل نهایی مانند شیرهای کنترل است.
- سطح 1 شامل ماژول‌های ورودی/خروجی (I/O) و پردازنده‌های الکترونیکی توزیع‌شده مرتبط با آنها می‌باشد.
- سطح 2 شامل رایانه‌های نظارتی است که اطلاعات را از گره‌های پردازنده در سیستم جمع‌آوری می‌کند و صفحه‌های کنترل اپراتور را فراهم می‌کند.
- سطح 3 کنترل تولید است که مستقیما فرآیند را کنترل نم‌کند، بلکه به نظارت بر تولید و نظارت بر اهداف مربوط می‌‌شود.
- سطح 4 سطح برنامه‌ریزی تولید است.

سطوح 1 و 2 سطوح عملکردی یک Dcs سنتی است که در آن تمام تجهیزات بخشی از یک سیستم یکپارچه از یک سازنده واحد هستند.
سطوح 3 و 4 به معنای سنتی به طور دقیق کنترل فرآیند نیستند، بلکه در آنجا کنترل و زمان‌بندی تولید انجام می‌شود.

## تاریخچه

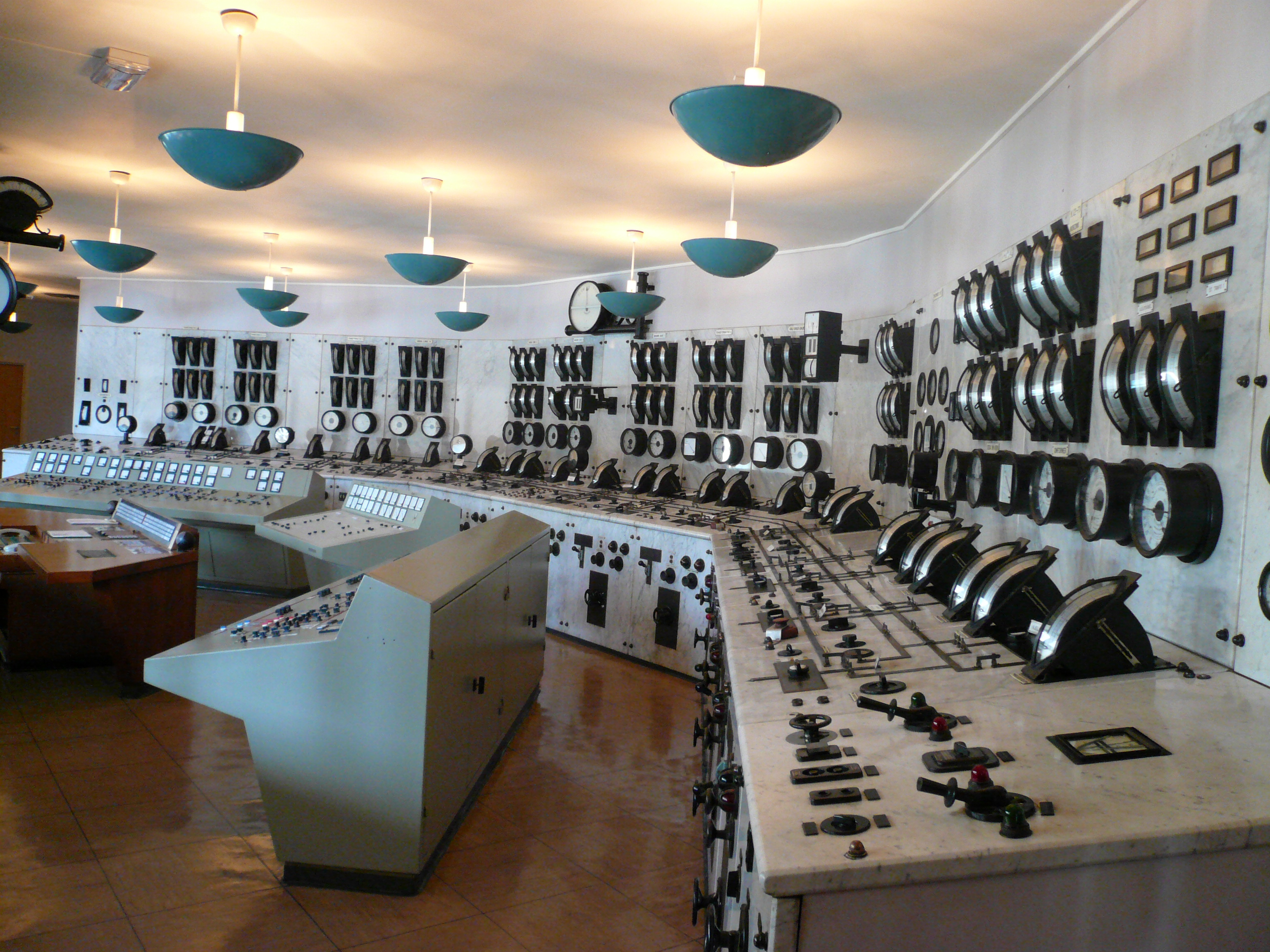

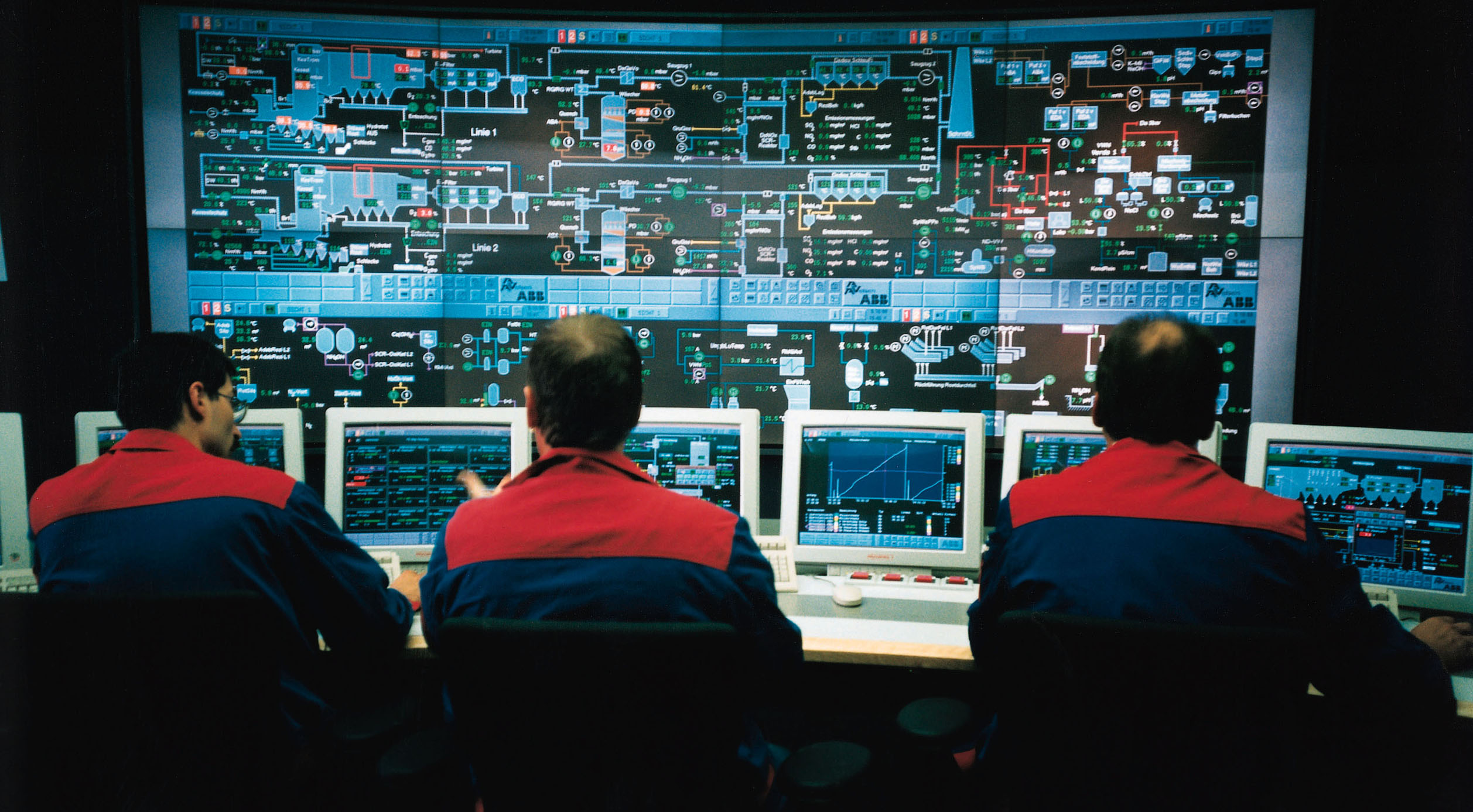

سیستم کنترل توزیع‌شده یک سیستم کنترل کامپیوتری برای یک فرآیند یا کارخانه است که معمولا دارای حلقه‌های کنترلی زیادی است که در آن کنترل کننده‌های مستقل در سراسر سیستم توزیع می‌شوند، اما هیچ کنترل نظارتی بر اپراتور مرکزی وجود ندارد. توسعه منطقی بعدی، انتقال تمام اندازه‌گیر‌های کارخانه به یک اتاق کنترل مرکزی با سرنشین دائمی بود. عملا این متمرکز شدن تمام پانل‌های محلی بود،با مزایای سطوح پایین‌تر نیروی انسانی و مرور ساده ‌تر فرآیند. اغلب کنترل‌کننده‌ها در پشت پانل‌های اتاق کنترل قرار داشتند و تمام خروجی‌های کنترل خودکار و دستی به کارخانه منتقل می‌شد. با این حال، در حالی که تمرکز کنترل مرکزی را فراهم می‌کرد، این ترغیب غیرقابل انعطاف بود، زیرا هر حلقه کنترل دارای سخت‌افزار کنترل‌کننده خاص خود بود  و حرکت مداوم اپراتور در اتاق کنترل برای مشاهده بخش‌های مختلف فرآیند موردنیاز بود. با آمدن پردازنده‌های الکترونیکی و نمایشگرهای گرافیکی، جایگزینی این کنترل‌کننده‌های گسسته با الگوریتم‌های مبتنی بر کامپیوتر، میزبانی‌شده بر روی شبکه‌ای از قفسه‌های ورودی/خروجی با پردازنده‌های کنترلی خود امکان‌پذیر شد. این‎ها می‌توانند در طراف کارخانه توزیع شوند و با نمایشگر گرافیکی در اتاق کنترل یا اتاق‌های کنترل ارتباط برقرار کنند. 
معرفی سیتم کنترل توزیع‌شده باعث اتصال آسان و پیکربندی مجدد کنترل‌‌های کارخانه مانند حلقه‌های زنجیره‌ای (به انگلیسی: cascaded loops) و حلقه‌های در هم تنیده و ارتباط آسان با سایر سیستم‌های کامپیوتری تولیدی شد.
- دهه ۱۹۶۰: آغاز استفاده از سیستم‌های الکترونیکی در کنترل صنعتی
- دهه ۱۹۷۰: ظهور نخستین سامانه‌های کنترل توزیع‌شده توسط شرکت‌هایی مانند Honeywell و Yokogawa
- دهه ۱۹۸۰ و ۱۹۹۰: پیشرفت در پردازش داده‌ها و توسعه شبکه‌های ارتباطی صنعتی
- دهه ۲۰۰۰ تاکنون: گسترش فناوری‌های هوش مصنوعی (AI)، اینترنت اشیا (IoT) و محاسبات ابری در DCS

## اجزای اصلی سامانه DCS
سامانه‌های کنترل توزیع‌شده از اجزای متعددی تشکیل شده‌اند:
1. کنترل‌کننده‌های محلی (Local Controllers) – پردازش و اجرای دستورات کنترلی
2. واحدهای ورودی/خروجی (I/O Modules) – دریافت داده‌ها از حسگرها و ارسال فرمان‌ها به عملگرها
3. واحد پردازش مرکزی (CPU) – پردازش داده‌ها و اجرای الگوریتم‌های کنترلی
4. شبکه ارتباطی (Communication Network) – انتقال اطلاعات بین اجزا و هماهنگی سامانه
5. رابط کاربری اپراتور (HMI - Human Machine Interface) – نمایش داده‌ها برای کاربران و امکان کنترل فرآیندها

## منشاء‌ها
کامپیوترهای کوچک اولیه از ابتدای دهه 1960 در کنترل فرآیندهای صنعتی مورد استفاده قرار گرفتند.برای مثال، (IBM 1800) یک کامپیوتر اولیه بود که دارای سخت‌افزار ورودی/خروجی برای جمع آوری سیگنال‌های فرآیند در یک کارخانه برای تبدیل از سطوح تماس میدانی (برای نقاط دیجیتال)و سیکنال‌‌های آنالوگ به حوزه دیجیتال بود. اولین سیستم کامپیوتری کنترل صنعتی در سال 1959 در 
پالایشگاه تگزاکو پورت آرتور (Texaco Port Arthur) تگزاس با شرکت رامو و ولدریج ساخته شد.

## کاربردهای معمول
سیستم‌های کنترل توزیع شده سیستم‌های اختصاصی هستند که در فرآیندهای تولیدی استفاده می‌شوند که پیوسته یا دسته‌دسته هستند.
فرآیندهایی که ممکن است از (DSC)استفاده شود عبارتند از:
- کارخانه‌های شیمیایی
- پتروشیمی و پالایشگاه‌ها
- کنترل بویلر و سیستم‌های نیروگاهی
- نیروگاه‌های هسته‌ای
- سیستم‌های کنترل محیطی
- سیستم‌های مدیریت آب
- تصفیه‌خانه‌های آب
- تصفیه‌خانه‌های فاضلاب
- غذا و فرآوری موادغذایی
- کشاورزی و کود
- فلزو معادن
- خودروسازی
- کارخانه‌های فرآیند متالورژی
- تولید دارو
- کارخانه‌های تصفیه شکر
- کاربردهای کشاورزی

## کاربردهای صنعتی DCS
سامانه‌های کنترل توزیع‌شده در صنایع حساس و گسترده که نیاز به کنترل بلادرنگ و دقیق دارند، مورد استفاده قرار می‌گیرند:
- نیروگاه‌ها: کنترل نیروگاه‌های حرارتی، هسته‌ای، بادی و خورشیدی
- نفت و گاز: مدیریت پالایشگاه‌ها و خطوط لوله انتقال گاز
- صنایع شیمیایی: نظارت بر واکنش‌های شیمیایی و تولید مواد
- خودروسازی: کنترل خطوط تولید و ربات‌های صنعتی
- صنایع غذایی و دارویی: نظارت بر فرآیندهای تولید و بسته‌بندی

## مقایسه DCS با SCADA و PLC
| ویژگی       | DCS                               | SCADA                         | PLC               |
| ----------- | --------------------------------- | ----------------------------- | ----------------- |
| هدف اصلی    | کنترل فرآیندهای گسترده و توزیع‌شده | نظارت و کنترل از راه دور      | کنترل تجهیزات خاص |
| ساختار      | توزیع‌شده و شبکه‌ای                 | متمرکز و مبتنی بر پایگاه داده | مستقل و محلی      |
| کاربردها    | نیروگاه‌ها، صنایع نفت و گاز        | شبکه‌های برق، آب، گاز          | کارخانه‌های تولیدی |
| سرعت پردازش | متوسط تا بالا                     | متوسط                         | بسیار بالا        |

## مزایا و چالش‌های DCS

### مزایا:
پایداری بالا: خرابی یک بخش روی کل سیستم تأثیر نمی‌گذارد. 
مقیاس‌پذیری: قابلیت گسترش بدون توقف سیستم. 
کنترل بلادرنگ: امکان مدیریت و نظارت دائمی بر فرآیندها.

### چالش‌ها:
هزینه بالا: پیاده‌سازی و نگهداری DCS گران است. 
پیچیدگی فنی: نیاز به متخصصان ماهر برای راه‌اندازی و مدیریت. 
امنیت سایبری: تهدیدات سایبری به دلیل اتصال شبکه‌ای سیستم.

## آینده سامانه‌های کنترل توزیع‌شده
🔹 هوش مصنوعی و یادگیری ماشین برای بهینه‌سازی فرآیندها و پیش‌بینی خرابی‌ها
🔹 ادغام با اینترنت اشیا (IoT) برای جمع‌آوری داده‌های بیشتر و تصمیم‌گیری هوشمند 
🔹 امنیت سایبری پیشرفته برای مقابله با تهدیدات امنیتی در سامانه‌های صنعتی